# Kírovski (Pristen)
Kírovski (ruso: Ки́ровский) es un asentamiento de tipo urbano de Rusia, perteneciente al raión de Pristen de la óblast de Kursk.
En 2021, el territorio del asentamiento tenía una población de 2529 habitantes, de los cuales 2447 vivían en el propio asentamiento y el resto en su única pedanía, el posiólok de Ozerski.
Se ubica unos 5 km al norte de Pristen, sobre la carretera 38K-027 que lleva a la 38K-026 de Oboyán a Sólntsevo.

## Historia
Fue fundado a finales del siglo XIX por un kniaz de la familia noble Kleinmíjeli como un poblado para dar servicio a una fábrica de azúcar fundada al mismo tiempo, que fue conectada con el cruce ferroviario de Pristen a través de un ramal ferroviario sin salida. La Unión Soviética le dio el estatus de asentamiento de tipo urbano en 1974, cuando tenía más de cuatro mil habitantes. Tras la disolución de la Unión Soviética, la fábrica de azúcar cerró y el lugar quedó lleno de instalaciones abandonadas, incluyendo las ferroviarias. Actualmente, el asentamiento basa su economía en ser un área periférica de Pristen y un lugar de paso por carretera.